# Fernando Ansúrez
Fernando Ansúrez Fernando o Fernán in spagnolo, Fernando o Fernão in portoghese e in galiziano e Ferran in catalano (seconda metà del IX secolo – dopo il 930) è stato conte di Castiglia dal 916 circa al 920 e dal 926 al 929 circa, e conte di Burgos.

## Origine
Figlio di un nobile castigliano, Ansur o Assur, e della moglie di cui non si conoscono né il nome né gli ascendenti.

Ansur, secondo La web de las biografias, era discendente da una famiglia che aveva ripopolato i monti di Oca, nella seconda metà del IX secolo e fondò una città chiamata Villasur, nella parte occidentale della Castiglia.

## Biografía
Fernando, ancora secondo La web de las biografias, si distinse per una politica di appoggio incondizionato al re di León, anche contro gli interessi dei castigliani; questa fedeltà fu premiata nell'anno 916, quando Ordoño II gli concesse il titolo di conte di Castiglia che aveva ritirato al conte di Lara, Gonzalo Fernández.

In un documento della Colección documental del monasterio de San Pedro de Cardeña (non consultato), Fernando, nel 917, viene citato con il titolo di conte di Castiglia.
Nel 920, come riportano anche gli Annales Complutense, l'emiro ʿAbd al-Raḥmān III ibn Muḥammad guidò personalmente un esercito che, recuperate le città di Osma e San Esteban de Gormaz, penetrò in Navarra e sconfisse Ordoño II, come riporta lo storico Rafael Altamira (senza l'appoggio delle truppe del conte di Castiglia Fernando Ansúrez che, convocato, non si era presentato) e il re di Pamplona Sancho I di Navarra nella valle di Junquera, a circa venticinque chilometri a sudest di Pamplona (battaglia di Valdejunquera).

Dopo la battaglia di Valdejunquera Fernando Ansúrez venne destituito, relegato nel León (dove seguì la costruzione del monastero di San Pedro de Cardeña) e sostituito con il fratello di Gonzalo Fernández, Nuño Fernández, che divenne anche conte di Burgos, come riportato in due documenti della Colección documental del monasterio de San Pedro de Cardeña (non consultati).

Infatti sia in un documento della Colección documental del monasterio de San Pedro de Cardeña, datato 921 (non consultato), non viene più citato con il titolo di conte, che nel documento n° XLV della Historia de la Santa A. M. Iglesia de Santiago de Compostela, Tomo II, si firma Fernando Ansúrez (Federnandus Ansuriz).
Secondo la Cronica de Sampiro, dopo che la nobiltà castigliana si era ribellata alla sua autorità, Ordoño II li fece convocare per un incontro a Tejares, sulle sponde del fiume Carrión affluente del fiume Pisuerga. Tutti i nobili castigliani, tra cui Fernando e il suo successore Nuño Fernández, che senza timore si erano presentati all'appuntamento, furono arrestati e condotti a León, dove furono imprigionati e alcuni di loro furono giustiziati.

Fu dopo questo avvenimento che i Castigliani decisero di ripristinare i Giudici di Castiglia.
Nuño Fernández, dopo la morte di Ordoño II, in un primo tempo appoggiò il figlio di quest'ultimo Alfonso IV di León nella guerra di successione; ma poi, alla morte di Fruela II delle Asturie che era succeduto a Ordoño II, fu al seguito di Alfonso Froilaz che, sconfitto, si era ritirato nelle Asturie seguito dal conte Nuño.

Nel corso del 926 Fernando Ansúrez venne nuovamente nominato conte di Castiglia, come riportato in due documenti della Colección documental del monasterio de San Pedro de Cardeña (non consultati), l'ultimo dei quali è datato 929.

In Castiglia alla fine del 929 era stato eletto conte, sempre con una contea ridotta, il nuovo conte di Burgos: Gutier Núñez.
Non si conosce la data esatta della sua morte, comunque dopo il 930 in quanto, ancora secondo La web de las biografias, il nuovo re Ramiro II di León gli creò la contea di Monzón nella Castiglia occidentale.

## Matrimonio e discendenza
Dopo il gennaio del 914 Fernando, come ci viene confermato da un documento della Colección documental del monasterio de San Pedro de Cardeña, datato 921 (non consultato) aveva sposato una nobile di nome Muniadomna, individuata come la figlia del conte di Castiglia, Nuño Muñoz e di sua moglie, la figlia del primo conte di Castiglia, Rodrigo.

Muniadomna era la vedova del re di León García I, come riporta il Sampiri Chronicon.

Da Muniadomna Fernando ebbe un figlio:
- Ansur Fernández (?-circa 945), conte di Castiglia, citato con i genitori nel documento della Colección documental del monasterio de San Pedro de Cardeña, datato 921 (non consultato)[3].

### Fonti primarie
- (LA)  Historia de España: parte XVI
- (LA)  España sagrada. Volumen 23
- (LA)  Historia de la Santa A. M. Iglesia de Santiago de Compostela, Tomo II

### Letteratura storiografica
- Rafael Altamira, Il califfato occidentale, in L’espansione islamica e la nascita dell’Europa feudale, collana «Storia del mondo medievale», II volume, Milano, Garzanti, 1999  [1979],  pp. 477–515, SBN RAV0065639.